# Cueva del Tajo de las Figuras
Die Cueva del Tajo de las Figuras liegt in Benalup-Casas Viejas am Ostende des Stausees von Celemín, in der Provinz Cádiz, in Spanien. Sie gehört zur Gruppe von Höhlen mit Felsmalereien, der südlichen Kunst (spanisch Arte Sureño), die sich im Süden Andalusiens befindet.
1913 begannen Juan Cabré (1882–1947) und Eduardo Hernández-Pacheco y Estevan (1872–1965) das erste Studium der Felskunst in der Region. Die Höhle zeichnet sich durch eine Vielzahl von Höhlenmalereien aus, insbesondere Darstellungen von Menschen, Vögeln und Vierbeinern. Die meisten Figuren stammen aus dem Neolithikum und Chalkolithikum. 1924 wurde die Cueva del Tajo de las Figuras zum Monumento Arquitectónico Artístico rupestre erklärt.
Unter den Figuren soll die Darstellungen von lokal ausgestorbenen Vögeln wie dem Waldrapp (Geronticus eremita) erkannt worden sein, obwohl die Genauigkeit eine Identifizierung nicht erlaubt.
Seit Jahrzehnten sind die Wände der Höhle mit Wasser benetzt worden, um den Touristen die Gemälde besser zeigen zu können. Infolge dieser Praxis wurde eine Kalkschicht auf ihnen abgelagert. Anfang 2005 wurden Restaurierungsarbeiten durchgeführt, die der Reinigung und Konsolidierung gewidmet waren. Seit 2008 kann die Höhle aufgrund einer Verschlechterung der Bedingungen nicht mehr besichtigt werden.